# Zuid-Korea op de Olympische Zomerspelen 2012
Zuid-Korea nam deel aan de Olympische Zomerspelen 2012 in Londen, Verenigd Koninkrijk.

## Medailleoverzicht
| Sport        | Olympiër                                             | Onderdeel                      | Medaille |
| ------------ | ---------------------------------------------------- | ------------------------------ | -------- |
| Boogschieten | Oh Jin-hyek                                          | individueel (m)                | Goud     |
| Boogschieten | Ki Bo-bae                                            | individueel (v)                | Goud     |
| Boogschieten | Choi Hyeon-ju Ki Bo-bae Lee Sung-jin                 | team (v)                       | Goud     |
| Judo         | Kim Jae-bum                                          | halfmiddengewicht (-81 kg) (m) | Goud     |
| Judo         | Song Dae-nam                                         | middengewicht (-90 kg) (m)     | Goud     |
| Gymnastiek   | Seon Yang-hak                                        | sprong (m)                     | Goud     |
| Schietsport  | Jin Jong-oh                                          | 10 m luchtpistool (m)          | Goud     |
| Schietsport  | Jin Jong-oh                                          | 50 m pistool (m)               | Goud     |
| Schietsport  | Kim Jang-mi                                          | 25 m pistool (v)               | Goud     |
| Schermen     | Gu Bon-gil Kim Jung-hwan Oh Eun-seok Won Woo-young   | sabel, team (m)                | Goud     |
| Schermen     | Kim Ji-yeon                                          | sabel (v)                      | Goud     |
| Taekwondo    | Hwang Kyun-seon                                      | -67 kg (v)                     | Goud     |
| Worstelen    | Kim Hyeon-woo                                        | grieks-romeins, -66 kg (m)     | Goud     |
| Boksen       | Han Soon-chul                                        | lichtgewicht (-60 kg) (m)      | Zilver   |
| Schermen     | Choi Eun-sook Choi In-jeong Jung Hyo-jung Shin A-lam | degen team (v)                 | Zilver   |
| Schietsport  | Kim Jong-hyun                                        | 50 m kkg 3-houdingen (m)       | Zilver   |
| Schietsport  | Choi Young-rae                                       | 50 m pistool (v)               | Zilver   |
| Taekwondo    | Lee Dae-hoon                                         | -58 kg (m)                     | Zilver   |
| Tafeltennis  | Joo Se-hyuk Oh Sang-eun Ryu Seung-min                | team (m)                       | Zilver   |
| Zwemmen      | Park Tae-hwan                                        | 200 m vrij (m)                 | Zilver   |
| Zwemmen      | Park Tae-hwan                                        | 400 m vrij (m)                 | Zilver   |
| Badminton    | Jung Jae-sung Lee Yong-dae                           | dubbelspel (m)                 | Brons    |
| Boogschieten | Im Dong-hyun Kim Bub-min Oh Jin-hyek                 | team (m)                       | Brons    |
| Judo         | Cho Jun-ho                                           | halflichtgewicht (-66 kg) (m)  | Brons    |
| Schermen     | Jung Jin-sun                                         | degen (m)                      | Brons    |
| Schermen     | Choi Byung-chul                                      | floret (m)                     | Brons    |
| Schermen     | Jeon Hee-sook Jung Gil-ok Nam Hyun-hee Oh Ha-na      | floret, team (v)               | Brons    |
| Voetbal      | Olympisch elftal                                     | mannen                         | Brons    |

## Deelnemers en resultaten
(m) = mannen, (v) = vrouwen

### Atletiek

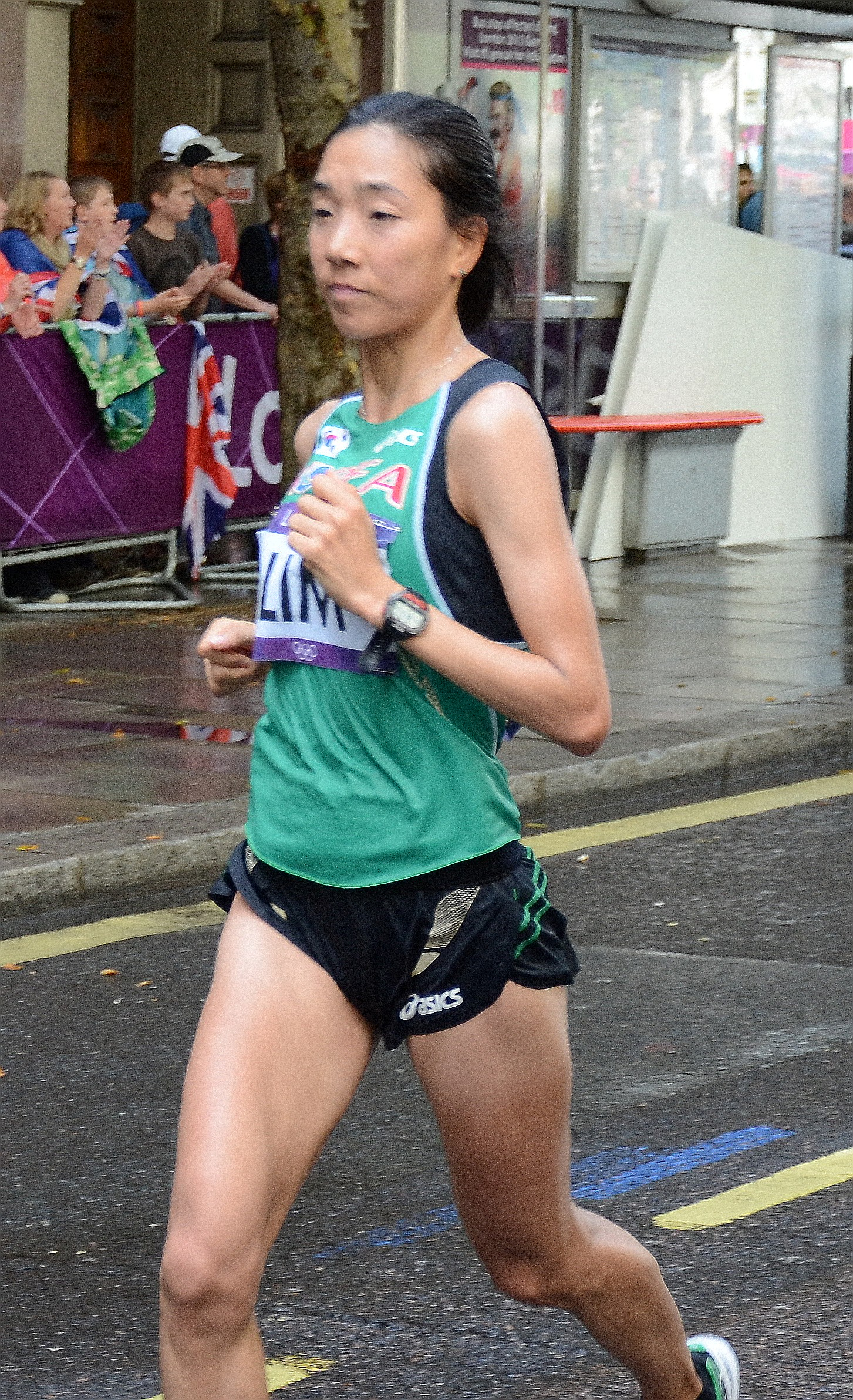
Lim Kyung-hee in de olympische marathon voor vrouwen

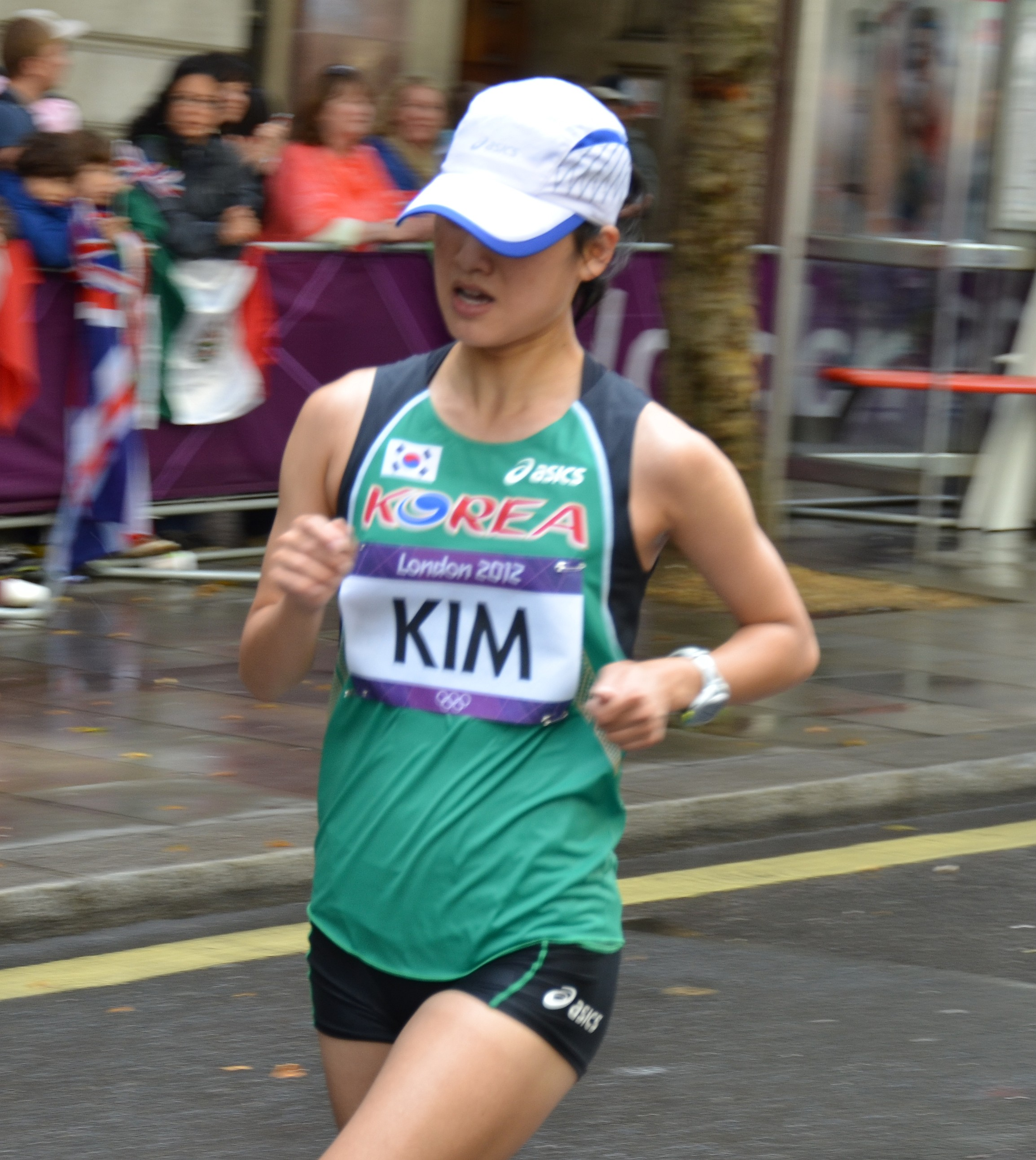
Kim Sung-eun in de olympische marathon voor vrouwen

| Olympiër        | Onderdeel              | Resultaat | Prestatie                                  |
| --------------- | ---------------------- | --------- | ------------------------------------------ |
| Kim Deok-hyeon  | hink-stap-springen (m) | 22e       | kwalificatie: 16,22 m (11e groep B)        |
| Kim Yoo-suk     | polsstokspringen (m)   | -         | kwalificatie: geen geldige score (groep A) |
| Jung Sang-jin   | speerwerpen (m)        | 31e       | kwalificatie: 76.39 m (15e groep B)        |
| Byun Young-jun  | 20 km snelwandelen (m) | 31e       | 1:23.26                                    |
| Kim Hyun-sub    | 20 km snelwandelen (m) | 17e       | 1:21.36                                    |
| Park Chil-sung  | 20 km snelwandelen (m) | dnf       | niet gefinisht                             |
| Park Chil-sung  | 50 km snelwandelen (m) | 13e       | 3:45.55 NR                                 |
| Kim Dong-young  | 50 km snelwandelen (m) | 38e       | 3:57.33                                    |
| Yim Jung-hyun   | 50 km snelwandelen (m) | 34e       | 3:56.34                                    |
| Jang Shin-gwan  | marathon (m)           | 73e       | 2:28.20                                    |
| Jeong Jin-hyeok | marathon (m)           | 82e       | 2:38.45                                    |
| Lee Doo-hang    | marathon (m)           | 32e       | 2:17.19                                    |
|                 |                        |           |                                            |
| Jung Hye-lim    | 100 m horden (v)       | series    | serie 4: 13,48 (7e)                        |
| Choi Yun-hee    | polsstokspringen (v)   | 31e       | kwalificatie: 4,10 m (18e groep A)         |
| Jeon Yong-eun   | 20 km snelwandelen (v) | dsq       | gediskwalificeerd                          |
| Chung Yun-hee   | marathon (v)           | 41e       | 2:31.58                                    |
| Kim Sung-eun    | marathon (v)           | 96e       | 2:46.38                                    |
| Lim Kyung-hee   | marathon (v)           | 76e       | 2:39.03                                    |

### Badminton
| Olympiër                    | Onderdeel          | Resultaat  | Prestatie |
| --------------------------- | ------------------ | ---------- | --- |
| Lee Hyun-il                 | enkelspel (m)      | 4e         | groep J: (1e) won van PER Rodrigo Pacheco 2-0 (21-12, 21-7) 1/8F: won van DEN Jan Ø. Jørgensen 2-0 (21-17, 21-13) KF: won van CHN Chen Jin 2-0 (21-15, 21-16) HF: verloor van CHN Lin Dan 0-2 (12-21, 10-21) om brons: verloor van CHN Chen Long 1-2 (12-12, 21-15, 15-21) |
| Son Wan-ho                  | enkelspel (m)      | 1/8F       | groep H: (1e) won van RUS Vladimir Ivanov 2-0 (21-15,21-19) won van TPE Hsu Jen-hao 2-0 (21-14, 21-10) 1/8F: verloor van DEN Peter Gade 0-2 (9-12, 16-21) |
| Jung Jae-sung Lee Yong-dae  | dubbelspel (m)     | Brons      | groep D: (1e) wonnen van USA Howard Bach / Tony Gunawan 2-0 (21-14, 21-19) wonnen van JPN Naoki Kawamae / Shoji Sato 2-0 (21-16, 21-15) wonnen van MAS Koo Kien Keat / Tan Boon Heong 2-0 (21-16, 21-11) KF: wonnen van INA Muhammad Ahsan / Bona Septano 2-0 (21-12, 21-16) HF: verloren van DEN Mathias Boe / Carsten Mogensen 1-2 (21,17, 18-21, 20-22) om brons: wonnen van MAS Koo Kien Keat / Tan Boon Heong 2-0 (23-21, 21-10) |
| Ko Sung-hyun Yoo Yeon-seong | dubbelspel (m)     | groepsfase | groep B: (3e) wonnen van POL Adam Cwalina / Michał Łogosz 2-1 (17-21, 21-7, 21-13) verloren van THA Bodin Isara / Maneepong Jongjit 0-2 (15-21, 14-21) verloren van INA Muhammad Ahsan / Bona Septano 0-2 (22-24, 12-21) |
|                             |                    |            | |
| Bae Youn-joo                | enkelspel (v)      | 1/8F       | groep B: (1e) won van MAS Tee Jing Yi 2-1 (16-21, 21-15, 21-12) won van ITA Agnese Allegrini 2-0 (21-11, 21-15) 1/8F: verloor van CHN Wang Yihan 1-2 (21-15, 14-21, 14-21) |
| Sung Ji-hyun                | enkelspel (v)      | groepsfase | groep J: (2e) won van NOR Sara Blengsli Kværnø 2-0 (21-8, 21-15) verloor van HKG Yip Pui Yin 0-2 (18-21, 21-23) |
| Ha Jung-eun Kim Min-jung    | dubbelspel (v)     | dsq        | groep C: (1e) wonnen van AUS Leanne Choo / Renuga Veeran 2-0 (21-7, 21-19) wonnen van RSA Michelle Claire Edwards / Annari Viljoen 2-0 (21-8, 21-7) wonnen van INA Meiliana Jauhari / Greysia Polii 2-1 (18-21, 21-14, 21-12) KF: gediskwalificeerd na groepsfase in verband met 'matchfixing' |
| Jung Kyung-eun Kim Ha-na    | dubbelspel (v)     | dsq        | groep A: (1e) wonnen van CAN Alexandra Bruce / Michelle Li 2-0 (21-5, 21-11) wonnen van RUS Valeria Sorokina / Nina Vislova 2-0 (23-21, 21-18) wonnen van CHN Wang Xiaoli / Yu Yang 2-0 (21-14, 21-11) KF: gediskwalificeerd na groepsfase in verband met 'matchfixing' |
|                             |                    |            | |
| Ha Jung-Eun Lee Yong-dae    | gemengd dubbelspel | groepsfase | groep C: (3e) verloren van INA Tantowi Ahmad / Lilyana Natsir 0-2 (19-21, 12-21) verloren van DEN Thomas Laybourn / Kamilla Rytter Juhl 0-2 (15-21, 12-21) wonnen van IND Valiyaveetil Diju / Jwala Gutta 2-0 (21-15, 21-15) |

### Boksen
| Olympiër      | Onderdeel                      | Resultaat | Prestatie |
| ------------- | ------------------------------ | --------- | --- |
| Shin Jong-hun | lichtvlieggewicht [-49 kg] (m) | 1/8F      | 1/8F: verloor van BUL Aleksandar Aleksandrov (14-15) |
| Han Soon-chul | lichtgewicht [-60 kg] (m)      | Zilver    | 1/16F: won van EGY Mohamed Eliwa (11-6) 1/8F: won van BLR Vazgen Safaryants (13+-13) KF: won van UZB Fazliddin Gaibnazarov (16-13) HF: won van LTU Evaldas Petrauskas (18-13) F: verloor van UKR Vasyl Lomachenko (9-19) |

### Boogschieten
| Olympiër                             | Onderdeel       | Resultaat | Prestatie |
| ------------------------------------ | --------------- | --------- | --- |
| Im Dong-hyun                         | individueel (m) | 9e        | plaatsingsronde: 699 punten (1e) 1/32F: won van SMR Emanuele Guidi (6-0) 1/16F: won van TPE Wang Cheng-Pang (6-4) 1/8F: verloor van NED Rick van der Ven (1-7) |
| Kim Bub-min                          | individueel (m) | 5e        | plaatsingsronde: 698 punten (2e) 1/32F: won van FIJ Robert Elder (6-4) 1/16F: won van IND Tarundeep Rai (6-2) 1/8F: won van MDA Dan Olaru (7-1) KF: verloor van CHN Dai Xiaoxiang (5-6)                                                                                 |
| Oh Jin-hyek                          | individueel (m) | Goud      | plaatsingsronde: 690 punten (3e) 1/32F: won van SUI Axel Muller (6-0) 1/16F: won van MEX Luis Alvarez (6-4) 1/8F: won van POL Rafal Dobrowolski (6-0) KF: won van UKR Viktor Roeban (7-1) HF: won van CHN Dai Xiaoxiang (6-5) F: won van JPN Takaharu Furukawa (7-1)    |
| Im Dong-hyun Kim Bub-min Oh Jin-hyuk | team (m)        | Brons     | plaatsingsronde: 1e; 2087 punten (WR) KF: 227-220 won van Oekraïne HF: 219-224 verloor van Verenigde Staten om brons: 224-219 won van Mexico |
|                                      |                 |           | |
| Choi Hyeon-ju                        | individueel (v) | 9e        | plaatsingsronde: 651 punten (21e) 1/32F: won van ITA Jessica Tomasi (6-5) 1/16F: won van ESP Iria Grandal (6-5) 1/8F: verloor van FRA Bérengère Schuh (5-6) |
| Ki Bo-bae                            | individueel (v) | Goud      | plaatsingsronde: 671 punten (1e) 1/32F: won van IRQ Rand Al-Mashhadani (6-0) 1/16F: won van BLR Ekaterina Timofeyeva (6-2) 1/8F: won van JPN Ren Hayakawa (6-0) KF: won van RUS Ksenia Perova (6-4) HF: won van USA Khatuna Lorig (6-2) F: won van MEX Aida Roman (6-5) |
| Lee Sung-jin                         | individueel (v) | 6e        | plaatsingsronde: 671 punten (2e) 1/32F: won van SAM Maureen Tuimalealiifano (6-0) 1/16F: won van GEO Kristine Esebua (6-2) 1/8F: won van MGL Bishindee Urantungalag (6-0) KF: verloor van MEX Mariana Avitia (2-6)                                                      |
| Choi Hyeon-ju Ki Bo-bae Lee Sung-jin | team (v)        | Goud      | plaatsingsronde: 1e; 1993 punten KF: 206-195 won van Denemarken HF: 221-206 won van Japan F: 210-209 won van China |

### Gewichtheffen
| Olympiër       | Onderdeel                       | Resultaat | Prestatie                                        |
| -------------- | ------------------------------- | --------- | ------------------------------------------------ |
| Ji Hun-min     | vedergewicht (-62 kg) (m)       | -         | (trekken: 135 kg; stoten: geen geldige score)    |
| Won Jeong-sik  | lichtgewicht (-69 kg) (m)       | 7e        | totaal: 322 kg (trekken: 144 kg; stoten: 178 kg) |
| Sa Jae-hyouk   | middengewicht (-77 kg) (m)      | -         | (trekken: 158 kg; stoten: geen geldige score)    |
| Kim Min-jae    | middenzwaar (-94 kg) (m)        | 8e        | totaal: 395 kg (trekken: 185 kg; stoten: 210 kg) |
| Kim Hwa-seung  | zwaargewicht (-105 kg) (m)      | -         | (trekken: geen geldige score)                    |
| Jeon Sang-guen | superzwaargewicht (+105 kg) (m) | 4e        | totaal: 436 kg (trekken: 190 kg; stoten: 246 kg) |
|                |                                 |           |                                                  |
| Yang Eun-hye   | lichtgewicht (-58 kg) (v)       | 14e       | totaal: 200 kg (trekken: 87 kg; stoten: 113 kg)  |
| Mun Yu-ra      | lichtzwaargewicht (-69 kg) (v)  | -         | (trekken: geen geldige score)                    |
| Lim Ji-hye     | zwaargewicht (-75 kg) (v)       | 10e       | totaal: 223 kg (trekken: 97 kg; stoten: 126 kg)  |
| Jang Mi-ran    | superzwaargewicht (+75 kg) (v)  | 4e        | totaal: 289 kg (trekken: 125 kg; stoten: 164 kg) |

### Gymnastiek
| Olympiër                                                         | Onderdeel                 | Resultaat            | Prestatie |
| Ritmische gymnastiek                                             | Ritmische gymnastiek      | Ritmische gymnastiek | Ritmische gymnastiek |
| ---------------------------------------------------------------- | ------------------------- | -------------------- | --- |
| Son Yeon-jae                                                     | individueel (v)           | 5e                   | kwalificatie: 110.300 (6e) bal: 27.825 hoepel: 28.075 knotsen: 26.350 lint: 28.050 finale: 111.475 bal: 28.325 hoepel: 28.050 knotsen: 26.750 lint: 28.350                                                                              |
| Turnen                                                           |                           |                      | |
| Kim Ji-hoon                                                      | rekstok (m)               | 8e                   | kwalificatie: 15.500 finale: 15.133 |
| Yang Hak-seon                                                    | sprong (m)                | Goud                 | kwalificatie: 16.233 finale: 16.533 |
| Kim Soo-myun                                                     | meerkamp, individueel (m) | 20e                  | kwalificatie: 86.331 (23e) brug: 14.700 paard voltige: 13.433 rekstok: 13.933 ringen: 13.833 sprong: 15.666 vloer: 14.766 finale: 85.773 brug: 14.641 paard voltige: 13.700 rekstok: 14.966 ringen: 14.200 sprong: 16.000 vloer: 12.266 |
| Kim Hee-hoon Kim Ji-hoon Kim Seung-il Kim Soo-myun Yang Hak-seon | meerkamp, team (m)        | 12e                  | kwalificatie: 265.327 punten brug: 42.433 paard voltige: 38.666 rekstok: 42.666 ringen: 41.932 sprong: 47.865 vloer: 41.765 |
|                                                                  |                           |                      | |
| Heo Seon-mi                                                      | meerkamp, individueel (v) | 48e                  | kwalificatie: 50.599 balk: 11.400 brug ongelijk: 12.166 sprong: 13.800 vloer: 13.233 |

### Handbal
| Olympiër | Onderdeel | Resultaat  | Prestatie |
| --- | --------- | ---------- | --- |
| Eom Hyo-won Jeong Han Jeong Yik-yeong Jung Jin-ho Jung Su-young Lee Chang-woo Lee Jae-woo Lim Duk-jun Lo Kyung-soo Paek Won-chul Park Chan-young Park Jung-geu Park Kyung-suk Yoon Kyung-shin Yu Dong-geun | mannen    | groepsfase | groep B: (6e) Zuid-Korea 21-31 Kroatië Zuid-Korea 19-22 Hongarije Zuid-Korea 29-33 Spanje Zuid-Korea 22-28 Servië Zuid-Korea 24-26 Denemarken |
| |           |            | |
| Choi Im-jeong Gwon Han-na Jo Hyo-bi Ju Hui Jung Ji-hae Jung Yu-ra Kim Cha-youn Kim Cheong-shim Kim On-a Lee Eun-bi Lee Mi-gyeong Moon Kyeong-ha Ryu Eun-hee Sim Hae-in Woo Sun-hee                         | vrouwen   | 4e         | groep B: (2e) Zuid-Korea 31-27 Spanje Zuid-Korea 25-24 Denemarken Zuid-Korea 27-27 Noorwegen Zuid-Korea 21-24 Frankrijk Zuid-Korea 32-28 Zweden kwartfinale: Zuid-Korea 24-23 Rusland halve finale: Zuid-Korea 25-31 Noorwegen om brons: Zuid-Korea 29-31 Spanje |

### Hockey
| Olympiër | Onderdeel | Resultaat | Prestatie |
| --- | --------- | --------- | --- |
| Cha Jong-bok Hong Eun-seong Hyun Hye-sung Jang Jong-hyun Kang Moon-kweon Kang Moon-kyu Kim Young-jin Lee Myung-ho Lee Seun-gil Lee Nam-yong Nam Hyun-woo Oh Dae-keun Seo Jong-ho Yeo Woon-kon Yoon Sung-hoon You Hyo-sik | mannen    | 8e        | groep B: (4e) Zuid-Korea 2-0 Nieuw-Zeeland Zuid-Korea 0-1 Duitsland Zuid-Korea 1-2 België Zuid-Korea 4-1 India Zuid-Korea 2-4 Nederland 7e/8e plaats: Zuid-Korea 2-4 Pakistan |
| |           |           | |
| Cha Se-na Cheon Eun-bi Cheon Seul-ki Han Hye-lyoung Jang Soo-ji Jeon Yu-mi Kim Da-rae Kim Jong-eun Kim Jong-hee Kim Ok-ju Kim Young-ran Lee Seo-nok Moon Young-hui Park Ki-ju Park Mih-yun Park Seon-mi                  | vrouwen   | 8e        | groep A: (4e) Zuid-Korea 0-4 China Zuid-Korea 3-5 Groot-Brittannië Zuid-Korea 1-0 Japan Zuid-Korea 2-3 Nederland Zuid-Korea 3-1 België 7e/8e plaats: Zuid-Korea 1-4 Duitsland |

### Judo

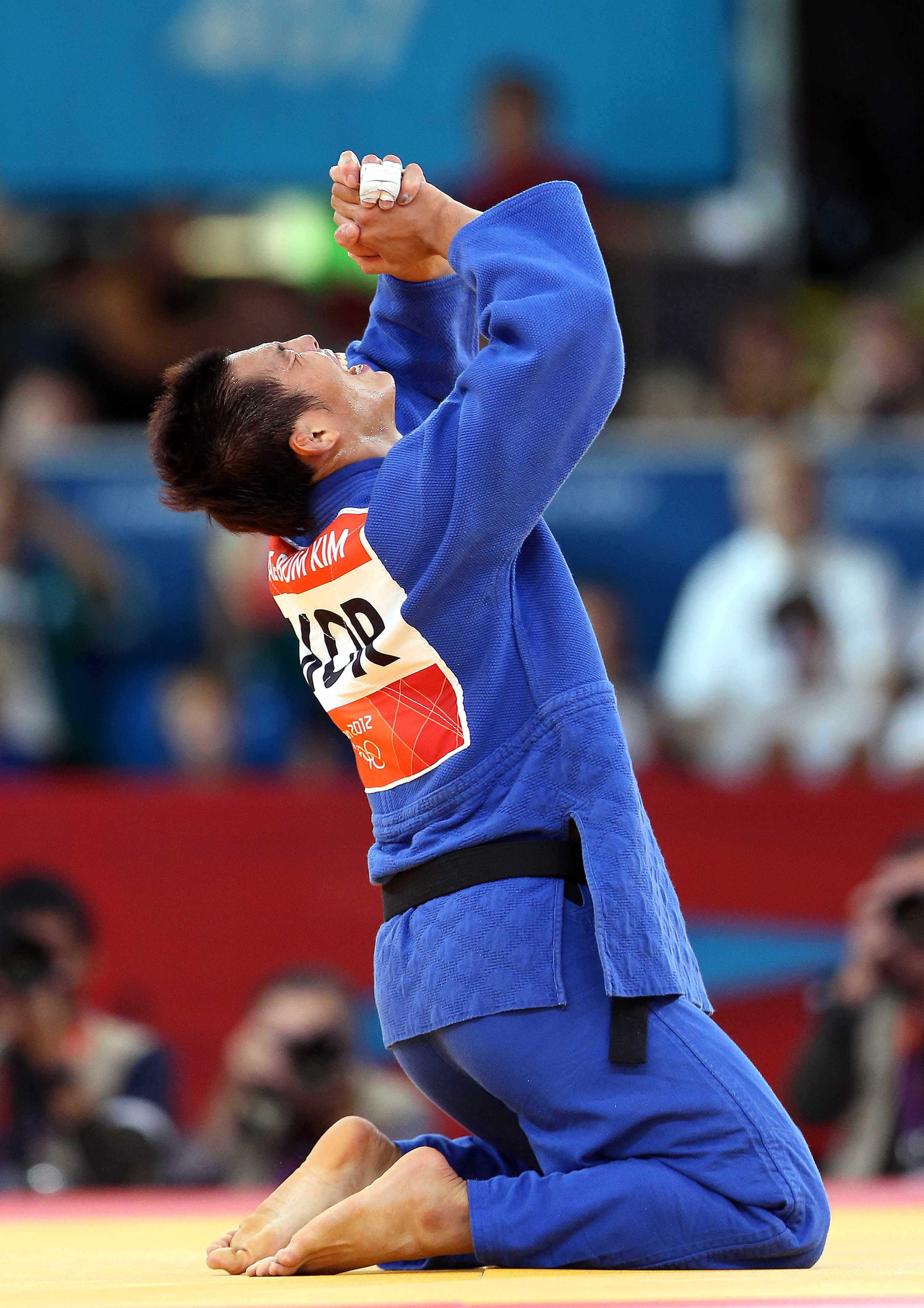
Kim Jae-bum nadat hij de olympische finale tot 81 kg won

| Olympiër         | Onderdeel                       | Resultaat | Prestatie |
| ---------------- | ------------------------------- | --------- | --- |
| Choi Gwang-hyeon | extra lichtgewicht (-60 kg) (m) | KF        | 1/16F: won van SUI Ludovic Chammartin 1/8F: won van FIN Valtteri Jokinen KF: verloor van RUS Arsen Galstjan herkansing: verloor van BRA Felipe Kitadai                                                                |
| Cho Jun-ho       | halflichtgewicht (-66 kg) (m)   | Brons     | 1/16F: won van UKR Serhiy Drebot 1/8F: won van UZB Mirzahid Farmonov KF: verloor van JPN Masashi Ebinuma herkansing: won van GBR Colin Oates om brons: won van ESP Sugoi Uriarte                                      |
| Wang Ki-chun     | lichtgewicht (-73 kg) (m)       | 5e        | 1/32F: won van GEO Nugzar Tatalashvili 1/16F: won van KAZ Rinat Ibragimov 1/8F: won van CZE Jaromír Ježek KF: verloor van USA Nick Delpopolo HF: verloor van RUS Mansoer Isajev om brons: verloor van FRA Ugo Legrand |
| Kim Jae-bum      | halfmiddengewicht (-81 kg) (m)  | Goud      | 1/16F: won van UZB Yakhyo Imamov 1/8F: won van HUN László Csoknyai KF: verloor van ARG Emmanuel Lucenti HF: won van RUS Ivan Nifontov F: won van GER Ole Bischof                                                      |
| Song Dae-nam     | middengewicht (-90 kg) (m)      | Goud      | 1/16F: won van URU Juan Romero 1/8F: won van AZE Elkhan Mammadov KF: verloor van JPN Masashi Nishiyama HF: won van BRA Tiago Camilo F: won van CUB Asley González                                                     |
| Hwang Hee-tae    | halfzwaargewicht (-100 kg) (m)  | 5e        | 1/16F: won van BIH Amel Mekić 1/8F: won van UKR Artem Bloshenko KF: verloor van AZE Elmar Gasimov HF: verloor van MGL Naidangiin Tüvshinbayar om brons: verloor van NED Henk Grol                                     |
| Kim Sung-min     | zwaargewicht (+100 kg) (m)      | 5e        | 1/16F: won van PHI Tomohiko Hoshina 1/8F: won van SLO Matjaž Ceraj KF: verloor van BLR Ihor Makarov HF: verloor van FRA Teddy Riner om brons: verloor van BRA Rafael Silva                                            |
|                  |                                 |           | |
| Chung Jung-yeon  | extra lichtgewicht (-48 kg) (v) | 1/8F      | 1/8F: verloor van BEL Charline Van Snick |
| Kim Kyung-ok     | halflichtgewicht (-52 kg) (v)   | KF        | 1/8F: won van BRA Erika Miranda KF: verloor van ITA Rosalba Forciniti herkansing: verloor van FRA Priscilla Gneto |
| Kim Jan-di       | lichtgewicht (-57 kg) (v)       | 1/8F      | 1/16F: won van MGL Sumiya Dorjsürengiin 1/8F: verloor van ITA Giulia Quintavalle |
| Jung Da-woon     | halfmiddengewicht (-63 kg) (v)  | 5e        | 1/8F: won van AZE Ramila Yusubova KF: won van JPN Yoshie Ueno HF: verloor van CHN Xu Lili om brons: verloor van FRA Gévrise Émane                                                                                     |
| Hwang Ye-sul     | middengewicht (-70 kg) (v)      | 5e        | 1/16F: won van ITA Erica Barbieri 1/8F: won van SUI Juliane Robra KF: won van SLO Raša Sraka HF: verloor van FRA Lucie Décosse om brons: verloor van NED Edith Bosch                                                  |
| Jeong Gyeong-mi  | halfzwaargewicht (-78 kg) (v)   | 1/16F     | 1/16F: verloor van JPN Akari Ogata |
| Kim Na-young     | zwaargewicht (+78 kg) (v)       | 1/8F      | 1/8F: verloor van KAZ Gulzhan Issanova |

### Moderne vijfkamp
| Olympiër      | Onderdeel | Resultaat | Prestatie |
| ------------- | --------- | --------- | --- |
| Hwang Woo-jin | mannen    | 34        | totaal: 4908 punten 0736 met schermen (floret: 14-21) (29e) 1348 met zwemmen (200 m vrij: 2.01,14) (5e) 0736 met paardrijden (springconcours: 364 strafpunten) (34e) 2088 met combinatie: (10 m luchtpistool/3000 m: 12.08,88) (35e) |
| Jung Jin-hwa  | mannen    | 11e       | totaal: 5676 punten 0784 met schermen (floret: 16-19) (20e) 1360 met zwemmen (200 m vrij: 2.00,24) (4e) 1160 met paardrijden (springconcours: 40 strafpunten) (9e) 2372 met combinatie: (10 m luchtpistool/3000 m: 10.57,07) (19e)   |
|               |           |           | |
| Yang Soo-jin  | vrouwen   | 24e       | totaal: 4964 punten 0736 met schermen (floret: 14-21) (28e) 1148 met zwemmen (200 m vrij: 2.17,93) (15e) 1120 met paardrijden (springconcours: 80 strafpunten) (21e) 1960 met combinatie: (10 m luchtpistool/3000 m: 12.40,71) (24e) |

### Roeien
| Olympiër                  | Onderdeel              | Resultaat | Prestatie |
| ------------------------- | ---------------------- | --------- | --- |
| Kim Dong-yong             | skiff (m)              | 21e       | serie 5: 7.05,24 (4e) , herkansing 1: 7.03,91 (2e) kwartfinale 2: 7.16,12 (5e) halve finale C/D 1: 7.48,09 (4e) D-finale: 7.27,94 (3e) |
|                           |                        |           | |
| KIm Ye-ji                 | skiff (v)              | 19e       | serie 2: 8.04,68 (6e) , herkansing 1: 7.50,64 (1e) kwartfinale 4: 8.00,26 (4e) halve finale C/D 2: 7.59,78 (4e) D-finale: 8.32,57 (1e) |
| Kim Myeong-sin Kim Sol-ji | lichte dubbel-twee (v) | 14e       | serie 3: 7.31,98 (4e) , herkansing 2: 7.27,95 (4e) C-finale 7.44,03 (2e)                                                               |

### Schermen
| Olympiër                                           | Onderdeel       | Resultaat | Prestatie |
| -------------------------------------------------- | --------------- | --------- | --- |
| Jung Jin-sun                                       | degen (m)       | Brons     | 1/16F: won van RUS Pavel Soechov 15-11 1/8F: won van KAZ Elmir Alimzhanov 15-8 KF: won van GER Jörg Fiedler 15-11 HF: verloor van NOR Bartosz Piasecki 13-15 om brons: won van USA Weston Kelsey 12-11 |
| Park Kyoung-doo                                    | degen (m)       | 1/16F     | 1/16F: verloor van UZB Ruslan Kudayev 9-15 |
| Choi Byung-chul                                    | floret (m)      | Brons     | 1/16F: won van CHN Zhu Jun 15-13 1/8F: won van FRA Erwan Le Pechoux 15-13 KF: won van CHN Ma Jianfei 15-13 HF: verloor van EGY Alaaeldin Abouelkassem 12-15 om brons: won van ITA Andrea Baldini 15-14 |
| Gu Bon-gil                                         | sabel (m)       | 1/8F      | 1/16F: won van ROU Florin Zalomir 15-12 1/8F: verloor van GER Max Hartung 14-15 |
| Kim Jung-hwan                                      | sabel (m)       | 1/16F     | 1/16F: verloor van CHN Zhong Man 14-15 |
| Won Woo-young                                      | sabel (m)       | 1/8F      | 1/16F: won van CHN Wang Jingzhi 15-6 1/8F: verloor van RUS Nikolaj Kovaljov 11-15 |
| Gu Bon-gil Kim Jung-hwan Oh Eun-seok Won Woo-young | sabel team (m)  | Goud      | KF: wonnen van Duitsland 45-38 HF: wonnen van Italië 45-37 F: wonnen van Roemenië 45-26 |
|                                                    |                 |           | |
| Choi In-jeong                                      | degen (v)       | 1/8F      | 1/16F: won van HUN Emese Szász 15-12 1/8F: verloor van TUN Sarra Besbes 11-12 |
| Jung Hyo-jung                                      | degen (v)       | 1/16F     | 1/16F: verloor van RUS Anna Sivkova 12-15 |
| Shin A-lam                                         | degen (v)       | 4e        | 1/16F: won van CAN Sherraine Schalm 15-12 1/8F: won van GER Monika Sozanska 14-9 KF: won van ROU Anca Măroiu 15-14 HF: verloor van GER Britta Heidemann 5-6 (OT) F: verloor van CHN Sun Yujie 11-15    |
| Choi In-jeong Choi In-suk Jung Hyo-jung Shin A-lam | degen team (v)  | Zilver    | KF: wonnen van Roemenië 45-38 HF: wonnen van Verenigde Staten 45-36 F: verloren van China 25-39 |
| Jeon Hee-sook                                      | floret (v)      | 1/16F     | 1/16F: verloor van JPN Chieko Sugawara 13-15 |
| Jung Gil-ok                                        | floret (v)      | 1/8F      | 1/16F: won van RUS Aida Sjanajeva 15-14 1/8F: verloor van USA Lee Kiefer 13-15 |
| Nam Hyun-hee                                       | floret (v)      | 4e        | 1/16F: won van UKR Olga Leleyko 15-9 1/8F: won van HUN Aida Mohamed 8-7 KF: won van JPN Kanae Ikehata 15-6 HF: verloor van ITA Elisa Di Francisca 10-11 F: verloor van ITA Valentina Vezzali 12-13     |
| Jeon Hee-sook Jung Gil-ok Nam Hyun-hee Oh Ha-na    | floret team (v) | Brons     | KF: wonnen van Verenigde Staten 45-31 HF: verloren van Rusland 32-44 om brons: wonnen van Frankrijk 45-32                                                                                              |
| Kim Ji-yeon                                        | sabel (v)       | Goud      | 1/16F: won van MEX Ursula González 15-3 1/8F: won van ITA Gioia Marzocca 15-7 KF: won van GRE Vassiliki Vougiouka 15-12 HF: won van USA Mariel Zagunis 15-13 F: won van RUS Sofja Velikaja 15-9        |
| Lee Ra-jin                                         | sabel (v)       | 1/16F     | 1/16F: verloor van VEN Alejandra Benitez 9-15 |

### Schietsport
| Olympiër        | Onderdeel                | Resultaat | Prestatie                                            |
| --------------- | ------------------------ | --------- | ---------------------------------------------------- |
| Choi Young-rae  | 10 m luchtpistool (m)    | 35e       | kwalificatie: 569 punten                             |
| Choi Young-rae  | 50 m pistool (m)         | Zilver    | kwalificatie: 569 punten (1e) finale: 661.5 punten   |
| Jin Jong-oh     | 10 m luchtpistool (m)    | Goud      | kwalificatie: 588 punten (1e) finale: 688.2 punten   |
| Jin Jong-oh     | 50 m pistool (m)         | Goud      | kwalificatie: 562 punten (5e) finale: 662.0 punten   |
| Kim Dae-woong   | 25 m snelvuurpistool (m) | 10e       | kwalificatie: 579 punten                             |
| Han Jin-seop    | 10 m luchtgeweer (m)     | 32e       | kwalificatie: 590 punten                             |
| Han Jin-seop    | 50 m kkg 3-houdingen (m) | 9e        | kwalificatie: 1168 punten                            |
| Han Jin-seop    | 50 m kkg liggend (m)     | 6e        | kwalificatie: 595 punten (5e) finale: 698.2 punten   |
| Kim Jong-hyun   | 10 m luchtgeweer (m)     | 17e       | kwalificatie: 593 punten                             |
| Kim Jong-hyun   | 50 m kkg 3-houdingen (m) | Zilver    | kwalificatie: 1171 punten (5e) finale: 1272.5 punten |
| Kim Hak-man     | 50 m kkg liggend (m)     | 15e       | kwalificatie: 594 punten                             |
| Cho Young-seong | skeet (m)                | 35e       | kwalificatie: 109 punten                             |
|                 |                          |           |                                                      |
| Kim Byung-hee   | 10 m luchtpistool (v)    | 17e       | kwalificatie: 381 punten                             |
| Kim Jang-mi     | 10 m luchtpistool (v)    | 13e       | kwalificatie: 382 punten                             |
| Kim Jang-mi     | 25 m pistool (v)         | Goud      | kwalificatie: 591 punten (1e) finale: 792.4 punten   |
| Kim Kyung-ae    | 25 m pistool (v)         | 11e       | kwalificatie: 582 punten                             |
| Jung Mi-ra      | 10 m luchtgeweer (v)     | 51e       | kwalificatie: 387 punten                             |
| Jung Mi-ra      | 50 m kkg 3-houdingen (v) | 17e       | kwalificatie: 581 punten                             |
| Na Yun-kyung    | 10 m luchtgeweer (v)     | 21e       | kwalificatie: 394 punten                             |
| Na Yun-kyung    | 50 m kkg 3-houdingen (v) | 10e       | kwalificatie: 583 punten                             |
| Kang Ji-eun     | trap (v)                 | 19e       | kwalificatie: 62 punten                              |

### Schoonspringen
| Olympiër   | Onderdeel     | Resultaat | Prestatie                |
| ---------- | ------------- | --------- | ------------------------ |
| Park Ji-ho | 10m toren (m) | 26e       | voorronde: 370.50 punten |
|            |               |           |                          |
| Kim Su-ji  | 10m toren (v) | 26e       | voorronde: 215.75 punten |

### Synchroonzwemmen
| Olympiër                  | Onderdeel | Resultaat | Prestatie |
| ------------------------- | --------- | --------- | --- |
| Park Hyun-ha Park Hyun-su | duet (v)  | 12e       | technische routine: 87.600 (13e) vrije routine voorronde: 87.460 totaal kwalificatie: 173.950 punten (technische + vrije routine voorronde) (12e) vrije routine finale: 87.250 totaal: 173.950 punten (technische + vrije routine finale) |

### Taekwondo
| Olympiër        | Onderdeel  | Resultaat | Prestatie |
| --------------- | ---------- | --------- | --- |
| Lee Dae-hoon    | -58 kg (m) | Zilver    | 1/8F: won van THA Pen-Ek Karaket 8-7 KF: won van EGY Tamer Bayoumi 11-10 HF: won van RUS Aleksey Denisenko 7-6 F: verloor van ESP Joel González 8-17                                    |
| Cha Dong-min    | +80 kg (m) | KF        | 1/8F: won van SLO Ivan Trajkovic 9-4 KF: verloor van TUR Bahri Tanrıkulu 1-4 |
|                 |            |           | |
| Hwang Kyung-sun | -67 kg (v) | Goud      | 1/8F: won van CIV Ruth Gbagbi 4-1 KF: won van GER Helena Fromm 8-4 HF: won van SLO Franka Anić 7-0 F: won van TUR Nur Tatar 12-5                                                        |
| Lee In-jong     | +67 kg (v) | 5e        | 1/8F: won van BRA Natália Falavigna 13-9 KF: verloor van FRA Anne-Caroline Graffe 4-7 herkansing: won van UZB Natalya Mamatova 8-1 om brons: verloor van RUS Anastasia Baryshnikova 6-7 |

### Tafeltennis
| Olympiër                                                | Onderdeel     | Resultaat | Prestatie |
| ------------------------------------------------------- | ------------- | --------- | --- |
| Joo Se-hyuk                                             | enkelspel (m) | 3e ronde  | 3R: verloor van PRK Kim Hyok-bong (2-4)                                                                                 |
| Oh Sang-eun                                             | enkelspel (m) | 4e ronde  | 3R: won van POR Marcos Freitas (4-0) 4R: verloor van JPN Seiya Kishikawa (1-4)                                          |
| Joo Se-hyuk Oh Sang-eun Ryu Seung-min                   | team (m)      | Zilver    | 1R: won van Pakistan (3-1) KF: won van Portugal (3-2) HF: won van Hongkong (3-0) F: verloor van China (0-3)             |
|                                                         |               |           | |
| Kim Kyung-ah                                            | enkelspel (v) | KF        | 3R: won van AUT Liu Jia (4-1) 4R: won van ESP Shen Yanfei (4-1) KF: verloor van SIN Feng Tianwei (2-4)                  |
| Park Mi-young                                           | enkelspel (v) | 4e ronde  | 3R: won van HUN Georgina Póta (4-1) 4R: verloor van CHN Li Xiaoxia (1-4)                                                |
| Dang Ye-Seo * Kim Kyung-ah Park Mi-young * Seok Ha-jung | team (v)      | 4e        | 1R: won van Brazilië (3-0) KF: won van Hongkong (3-0) HF: verloor van China (0-3) om brons: verloor van Singapore (0-3) |

Dang Ye-Seo verving Park Mi-young vanaf de kwartfinales

### Triatlon
| Olympiër   | Onderdeel | Resultaat | Prestatie                                                                            |
| ---------- | --------- | --------- | ------------------------------------------------------------------------------------ |
| Heo Min-ho | mannen    | 54e       | 1:54.30 1,5 km zwemmen: 18.02 (0,38) 40 km fietsen: 59.46 (0,28) 10 km lopen: 35.36) |

### Voetbal
| Olympiër | Onderdeel | Resultaat | Prestatie |
| --- | --------- | --------- | --- |
| Olympisch elftal Baek Sung-dong Hwang Seok-ho Ji Dong-won Jung Woo-young Jung Sung-ryong Ki Sung-yong Kim Bo-kyung Kim Chang-soo Kim Hyun-sung Kim Kee-hee Kim Young-gwon Koo Ja-cheol Lee Beom-young Nam Tae-hee Oh Jae-suk Park Chu-young Park Jong-woo Yun Suk-young | mannen    | Brons     | groep Zuid-Korea 0-0 Mexico Zuid-Korea 2-1 Zwitserland Zuid-Korea 0-0 Gabon kwartfinale: Zuid-Korea 1-1 ns (5-4) Groot-Brittannië halve finale: Zuid-Korea 0-3 Brazilië om brons: Zuid-Korea 2-0 Japan |

### Volleybal
| Olympiër | Onderdeel | Resultaat | Prestatie |
| --- | --------- | --------- | --- |
| Ha Joon-eem Han Song-yi Han Yoo-mi Hwang Youn-joo Jung Dae-young Kim Hae-ran Kim Hee-jin Kim Sa-nee Kim Yeon-koung Lee Sook-ja Lim Hyo-sook Yang Hyo-jin | vrouwen   | 4e        | groep B: 3e Zuid-Korea 1-3 Verenigde Staten Zuid-Korea 3-1 Servië Zuid-Korea 3-0 Brazilië Zuid-Korea 2-3 Turkije Zuid-Korea 2-3 China kwartfinale: Zuid-Korea 3-1 Italië halve finale: Zuid-Korea 0-3 Verenigde Staten om brons: Zuid-Korea 0-3 Japan |

### Wielersport
| Olympiër                                               | Onderdeel                | Resultaat | Prestatie |
| Baan                                                   | Baan                     | Baan      | Baan |
| ------------------------------------------------------ | ------------------------ | --------- | --- |
| Cho Ho-sung                                            | omnium (m)               | 11e       | 60 punten totaal 12 in vliegende ronde (250 m: 13,614) 10 in puntenkoers (30 km: 20 punten) 09 in afvalkoers 13 in achtervolging (4 km: 4.32,382) 08 in scratch (15 km) 08 in tijdrit (1 km: 1.04,150) |
| Choi Seung-woo Jang Sun-jae Park Keon-woo Park Seon-ho | ploegenachtervolging (m) | 10e       | tijdkwalificatie: 4.07,210 |
|                                                        |                          |           | |
| Lee Hye-Jin                                            | keirin (v)               | 17e       | 1e ronde: 5e herkansing: 6e |
| Lee Hye-Jin                                            | olympische sprint (v)    | 1e ronde  | tijdkwalificatie: 11,405 (14e) 1e ronde: verloor van BLR Olga Panarina herkansing 1: verloor van CAN Monique Sullivan en JPN Kayono Maeda                                                              |
| Lee Min-hye                                            | omnium (v)               | 15e       | 74 punten totaal 14 in vliegende ronde (250 m: 14,793) 14 in puntenkoers (20 km: 3 punten) 11 in afvalkoers 15 in achtervolging (3 km: 3.46,871) 09 in scratch (10 km) 11 in tijdrit (500 m: 36,547)   |
| Lee Eun-ji Lee Hye-jin                                 | teamsprint (v)           | 9e        | tijdkwalificatie: 34,636 |
| Weg                                                    |                          |           | |
| Park Sung-baek                                         | wegwedstrijd (m)         | dnf       | niet gefinisht |
|                                                        |                          |           | |
| Na Ah-reum                                             | wegwedstrijd (v)         | 13e       | 3:35.56 |

### Worstelen
| Olympiër       | Onderdeel      | Resultaat      | Prestatie |
| Grieks-Romeins | Grieks-Romeins | Grieks-Romeins | Grieks-Romeins |
| -------------- | -------------- | -------------- | --- |
| Choi Gyu-jin   | -55 kg (m)     | 5e             | 1/8F: won van PRK Yun Won-chol 3-0 KF: won van CUB Gustavo Balart 3-1 HF: verloor van AZE Rovshan Bayramov 1-3 om brons: verloor van RUS Mingiyan Semenov 0-3                             |
| Jung Ji-hyun   | -60 kg (m)     | 8e             | 1/8F: won van CUB Hansel Meoque 3-0 KF: verloor van AZE Hasan Aliyev 0-3 |
| Kim Hyeon-woo  | -66 kg (m)     | Goud           | 1/16F: won van ARM Hovhannes Varderesyan 3-0 1/8F: won van CUB Pedro Mulens 3-0 KF: won van LTU Edgaras Venckaitis 3-0 HF: won van FRA Steeve Guenot 3-1 F: won van HUN Tamás Lőrincz 3-0 |
| Kim Jin-hyeok  | -74 kg (m)     | 19e            | 1/16F: verloor van GEO Zurabi Datunashvili 0-3 |
| Lee Se-yeol    | -84 kg (m)     | 19e            | 1/16F: verloor van AUT Amer Hrustanović 0-3 |
| Vrije stijl    |                |                | |
| Kim Jin-cheol  | -55 kg (m)     | 11e            | 1/8F: verloor van JPN Shinichi Yumoto 1-3 |
| Lee Seung-chul | -60 kg (m)     | 18e            | 1/8F: verloor van USA Coleman Scott 0-3 |
|                |                |                | |
| Kim Hyung-joo  | -48 kg (v)     | 13e            | 1/8F: verloor van UKR Iryna Merleni 1-3 |
| Um Ji-eun      | -55 kg (v)     | 14e            | 1/16F: verloor van TUN Marwa Al Amri 0-5 |

### Zeilen
| Olympiër                  | Onderdeel | Resultaat | Prestatie                                                  |
| ------------------------- | --------- | --------- | ---------------------------------------------------------- |
| Lee Tae-hoon              | rs:x (m)  | 15e       | totaal: 139 punten (8-6-21-17-25-9-21-13-31-19)            |
| Ha Jee-min                | laser (m) | 24e       | totaal: 188 punten (8-9-15-14-36-50; dnf-50, dsq-28-12-17) |
| Cho Sung-min Park Gun-woo | 470 (m)   | 22e       | totaal: 169 punten (23-14-15-24-20-25-20-8-24-21)          |

Zeilcoach Lee Jae-cheol werd door de Zuid-Koreaanse Zeilfederatie naar huis gestuurd, omdat hij dronken achter het stuur heeft gezeten en daarvoor door de politie in Londen is beboet.

### Zwemmen
| Olympiër        | Onderdeel         | Resultaat | Prestatie                                                           |
| --------------- | ----------------- | --------- | ------------------------------------------------------------------- |
| Park Tae-hwan   | 200 m vrij (m)    | Zilver    | serie 6: 1.46,79 (2e; 5e tijd) HF: 1.46,02 (3e; 3e tijd) F: 1.44,93 |
| Park Tae-hwan   | 400 m vrij (m)    | Zilver    | serie 3: 3.46,68 (1e; 4e tijd) F: 3.42,06                           |
| Park Tae-hwan   | 1500 m vrij (m)   | 4e        | serie 3: 14.56,89 (2e; 4e tijd) F: 14.50,61                         |
| Park Hyung-joo  | 100 m rug (m)     | series    | serie 2: 55,51 (5e; 36e tijd)                                       |
| Park Seon-kwan  | 200 m rug (m)     | series    | serie 2: 2.01,50 (7e; 31e tijd)                                     |
| Choi Kyu-woong  | 200 m school (m)  | series    | serie 3: 2.13,57 (7e; 25e tijd)                                     |
| Chang Gyu-cheol | 100 m vlinder (m) | series    | serie 3: 52,69 (5e; 25e tijd)                                       |
| Jung Won-yong   | 200 m wissel (m)  | series    | serie 1: 2.03,33 (1e; 32e tijd)                                     |
| Jung Won-yong   | 400 m wissel (m)  | series    | serie 2: 4.23,12 (5e; 28e tijd)                                     |
|                 |                   |           |                                                                     |
| Baek Il-joo     | 200 m vrij (v)    | series    | serie 1: 2.04,32 (3e; 33e tijd)                                     |
| Kim Ga-eul      | 400 m vrij (v)    | series    | serie 2: 4.43,46 (8e; 34e tijd)                                     |
| Kim Na-kyeong   | 800 m vrij (v)    | series    | serie 2: 8.57,26 (8e; 32e tijd)                                     |
| Ham Chan-mi     | 200 m rug (v)     | series    | serie 1: 2.15,30 (3e; 31e tijd)                                     |
| Kim Hye-jin     | 100 m school (v)  | series    | serie 3: 1.09,79 (7e; 33e tijd)                                     |
| Baek Su-yeon    | 200 m school (v)  | HF        | serie 3: 2.25,76 (3e; 7e tijd) HF 1: 2.24,67 (5e; 9e tijd)          |
| Jeong Da-rae    | 200 m school (v)  | HF        | serie 4: 2.26,83 (5e; 14e tijd) HF 2: 2.28,74 (8e; 16e tijd)        |
| Choi Hye-ra     | 200 m vlinder (v) | HF        | serie 2: 2.08,45 (4e; 10e tijd) HF 1: 2.08,32 (7e; 14e tijd)        |
| Choi Hye-ra     | 200 m wissel (v)  | series    | serie 4: 2.14,91 (6e; 23e tijd)                                     |
| Kim Seo-young   | 400 m wissel (v)  | series    | serie 2: 4.43,99 (1e; 17e tijd)                                     |

Afghanistan · Albanië · Algerije · Amerikaanse Maagdeneilanden · Amerikaans-Samoa · Andorra · Angola · Antigua en Barbuda · Argentinië · Armenië · Aruba · Australië · Azerbeidzjan · Bahama's · Bahrein · Bangladesh · Barbados · België · Belize · Benin · Bermuda · Bhutan · Bolivia · Bosnië en Herzegovina · Botswana · Brazilië · Britse Maagdeneilanden · Brunei · Bulgarije · Burkina Faso · Burundi · Cambodja · Canada · Centraal-Afrikaanse Republiek · Chili · China · Chinees Taipei · Colombia · Comoren · Congo-Brazzaville · Congo-Kinshasa · Cookeilanden · Costa Rica · Cuba · Cyprus · Denemarken · Djibouti · Dominica · Dominicaanse Republiek · Duitsland · Ecuador · Egypte · El Salvador · Equatoriaal-Guinea · Eritrea · Estland · Ethiopië · Fiji · Filipijnen · Finland · Frankrijk · Gabon · Gambia · Georgië · Ghana · Grenada · Griekenland · Groot-Brittannië · Guam · Guatemala · Guinee · Guinee‑Bissau · Guyana · Haïti · Honduras · Hongarije · Hongkong · Ierland · IJsland · India · Indonesië · Irak · Iran · Israël · Italië · Ivoorkust · Jamaica · Japan · Jemen · Jordanië · Kaaimaneilanden · Kaapverdië · Kameroen · Kazachstan · Kenia · Kirgizië · Kiribati · Koeweit · Kroatië · Laos · Lesotho · Letland · Libanon · Liberia · Libië · Liechtenstein · Litouwen · Luxemburg · Macedonië · Madagaskar · Malawi · Maldiven · Maleisië · Mali · Malta · Marshalleilanden · Marokko · Mauritanië · Mauritius · Mexico · Micronesië · Moldavië · Monaco · Mongolië · Montenegro · Mozambique · Myanmar · Namibië · Nauru · Nederland · Nepal · Nicaragua · Nieuw-Zeeland · Niger · Nigeria · Noord-Korea · Noorwegen · Oeganda · Oekraïne · Oezbekistan · Oman · Oostenrijk · Oost-Timor · Pakistan · Palau · Palestina · Panama · Papoea-Nieuw-Guinea · Paraguay · Peru · Polen · Portugal · Puerto Rico · Qatar · Roemenië · Rusland · Rwanda · Saint Kitts en Nevis · Saint Lucia · Saint Vincent en Grenadines · Salomonseilanden · Samoa · San Marino · Sao Tomé en Principe · Saoedi-Arabië · Senegal · Servië · Seychellen · Sierra Leone · Singapore · Slovenië · Slowakije · Soedan · Somalië · Spanje · Sri Lanka · Suriname · Swaziland · Syrië · Tadzjikistan · Tanzania · Thailand · Togo · Tonga · Trinidad en Tobago · Tsjaad · Tsjechië · Tunesië · Turkije · Turkmenistan · Tuvalu · Uruguay · Vanuatu · Venezuela · Verenigde Arabische Emiraten · Verenigde Staten · Vietnam · Wit-Rusland · Zambia · Zimbabwe · Zuid-Afrika · Zuid-Korea · Zweden · Zwitserland · Onafhankelijke atleten